# Умарова, Хилола Уктамовна
Хилола Уктамовна Умарова (узб. Hilola O‘ktamovna Umarova; род. 9 августа 1988 года, Веймар, ГДР) — узбекский государственный деятель. Заместитель руководителя Администрации президента по реформированию системы образования. Министр дошкольного и школьного образования с 30 декабря 2023 года по 14 июля 2025 года.

## Биография
Хилола Умарова родилась 9 августа 1988 года в городе Веймар Германской Демократической Республики. В 2010 году получила степень бакалавра, в 2013 году магистра в Университете мировой экономики и дипломатии по специальности — внешнеэкономическая деятельность. 
В 2014 году поступила на работу в Университет Инха специалистом первой категории. В 2019 году заняла пост главного менеджера университета по вопросам поддержки активного предпринимательства, инновационных идей и технологий. С 2019 по 2020 годы руководила специализированной школой имени Мухаммада аль-Хорезми. С 2020 по 2022 годы работала директором Агентства Президентских образовательных учреждений.
30 декабря 2023 года была назначена министром дошкольного и школьного образования. Сохранила свой пост в новом правительстве утверждённом Законодательной палатой 21 ноября 2024 года.
14 июля 2025 года освобождена от должности министра дошкольного и школьного образования, в связи с назначением на должность заместителя руководителя Администрации президента по реформированию системы образования.